# Рабинович, Макс
Макс Рабинович (англ. Max Rabinowitz, Rabinovitch, Rabinowitsh, Rabinovitch, Rabinowitsh, настоящее имя Мендель Абович Рабинович; 24 июня (5 июля) 1890, Либава, Гробинский уезд, Курляндская губерния — 12 января 1973, Лагуна-Бич) — американский пианист еврейского происхождения.

## Биография
Родился 24 июня (по старому стилю) 1890 года в Либаве Курляндской губернии, в семье купца Абеля (Або) Янкелевича Рабиновича, уроженца Оникшт Вилькомирского уезда, и Мины Файвелевны (Файвушевны) Цин. Окончил Николаевскую гимназию в своём родном городе, одновременно начал учиться музыке у Лилли Холлатц. Изучал право в Дерптском и Санкт-Петербургском университетах, одновременно учился в Санкт-Петербургской консерватории у Анны Есиповой, затем у Марии Бариновой.
В 1922 году выступил с концертом в латвийском Эдинбурге, после чего направился в США, где провёл всю оставшуюся жизнь. С 1929 г. гражданин США.
На протяжении 1920-х гг. был основным аккомпаниатором Фёдора Шаляпина. Сопровождал в гастрольной поездке по США Айседору Дункан.
В 1930—1960-е гг. работал преимущественно в Голливуде, исполняя фортепианные партии для саундтреков; в ряде фильмов также сняты руки Рабиновича, играющего на фортепиано, вместо рук актёра, исполняющего роль музыканта. Для фильма Майкла Кёртиса «Четыре дочери» (1938) Рабинович также сочинил одну из музыкальных тем, а в сиквеле «Четыре жены» (1939) сам исполнил её в кадре.
В 1947 г. женился на балерине Барбаре Стюарт.